# 鹿兒島市交通局
鹿兒島市交通局（日语：／ Kagoshima-shi Kōtsūkyoku */?）是日本鹿兒島縣鹿兒島市的交通部門，負責經營鹿兒島市電（路面電車）和鹿兒島市公車。鹿兒島市營的交通雖然還有櫻島渡輪，但櫻島渡輪是由鹿兒島市船舶局負責經營，和交通局無關。

## 歷史
- 1912年12月1日：鹿兒島市電谷山線武之橋-谷山正式通車，最初是由鹿兒島電氣軌道所經營。
- 1928年7月1日： 鹿兒島市電由鹿兒島市政府所收購，並成立鹿兒島市電氣局負責經營。
- 1929年12月28日： 開始巴士事業。
- 1945年
  - 6月17日： 鹿児島大空襲對市電和巴士造成了嚴重破壞。[1]
  - 6月29日： 谷山線以3輛電車復駛。[1]
- 1947年4月1日： 市內巴士運行再開[2]
- 1952年10月1日：經過多次組織調整後成為鹿兒島市交通局。
- 1985年10月1日： 沿著國道3號和國道10號行走的上町線、伊敷線停駛，以解決交通擠塞問題。

## 鹿兒島市電
鹿兒島市電是日本最南端的電車業務，每年大約有1000萬乘客人次。
鹿兒島市電車站被稱為“電停”，與JR車站不同。 公交車定位系統的顯示終端安裝在每個車站處，因此可以知道三個後車站內火車的位置。

### 現有路線
- 第一期線（武之橋 - 鹿兒島車站前）- 1914年12月20日全線通車
- 第二期線（高見馬場 - 鹿兒島中央車站前）- 1915年12月17日全線通車
- 谷山線（武之橋 - 谷山） - 1912年12月1日全通車通、涙橋至谷山之間為専用軌道
- 唐湊線（鹿兒島中央車站前 - 郡元） - 1959年12月20日全線通車

全長共13.1公里。

### 運行系統
|                     | |  |  |  |  |
| 系統                | 運行區間 |  |  |  |  |
| 1系統               | 鹿兒島站前 - 市役所前 - 天文館通 - 高見馬場 - 騎射場 - 郡元 - 谷山                                           |  |  |  |  |
| 2系統               | 鹿兒島站 - 市役所前 - 天文館通 - 高見馬場 - 加治屋町 - 鹿兒島中央站前 - 神田（交通局前） - 郡元              |  |  |  |  |
| 中央車站前方向 直通 | 鹿兒島站 - 市役所前 - 天文館通 - 高見馬場 - 加治屋町 - 鹿兒島中央站前 - 神田（交通局前） - 郡元（南） - 谷山 |  |  |  |  |

## 外部連結
- 鹿兒島市交通局官方網站（页面存档备份，存于）
- 鹿兒島市交通局facebook專頁（页面存档备份，存于）
- 鹿児島の市電と街（页面存档备份，存于）